# Laurens, Hérault
Laurens är en kommun i departementet Hérault i regionen Occitanien i södra Frankrike. Kommunen ligger i kantonen Murviel-lès-Béziers som tillhör arrondissementet Béziers. År 2022 hade Laurens 1 794 invånare.

## Befolkningsutveckling
Antalet invånare i kommunen Laurens
Referens:INSEE